# فرانكية

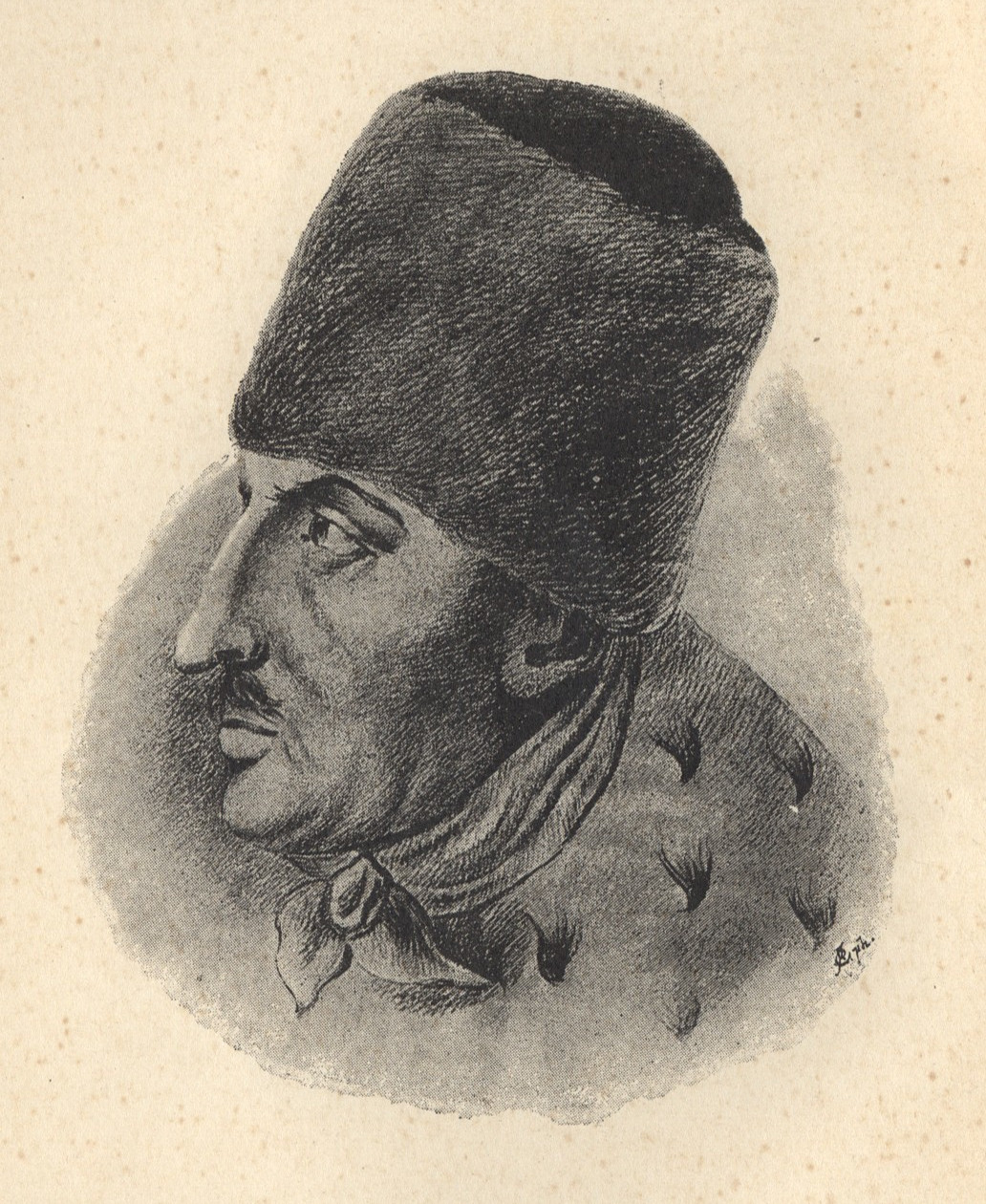

الفرانكية هي حركة دينية يهودية ظهرت في الفترة ما بين القرنين الثامن عشر والتاسع عشر وتمحورت حول قيادة المدعي بأنه الماشيح، يعقوب فرانك، الذي عاش في الفترة ما بين 1726 و1791. وفي أوج ازدهار هذه الحركة، وصل عدد مريديها نحو 50,000 فرد، أغلبهم من اليهود الذين كانوا يعيشون في بولندا وغيرها من مناطق أوروبا الشرقية. وعلى عكس اليهودية التقليدية، التي تقدم مجموعة من التوجيهات المفصلة المعروفة باسم هالاخاه ويتبعها بدقة اليهود الأتقياء، وتنظم العديد من مناحي الحياة، ادعى فرانك أن «جميع القوانين والتعاليم سوف تسقط» وأكد على أن أهم التزام يجب على المرء التمسك به هو تجاوز كافة الحدود.
ويرتبط مصطلح الفرانكية عادةً بالحركة الشبتاية، وهي الحركة التي قامت على ادعاء الحاخام اليهودي شبتاي تسفي بأنه المسيح اليهودي. فشأنها شأن الفرانكية، آمنت الصور الأولى من الحركة الشبتاية بأنه - على الأقل في بعض الأحوال - يكون التحرر من القيود الدينية هو المسار السليم. تسفي نفسه كان يفعل أمورًا تنتهك المحظورات اليهودية التقليدية، مثل تناول الدهون التي تحرمها أحكام الطعام اليهودية، والاحتفال بأيام الصيام السابقة على اليهودية. وبعض وفاة تسفي، ظهر عدد من الشُعب الشبتاية التي اختلفت فيما بينها بشأن جوانب اليهودية التي ينبغي المحافظة عليها والجوانب التي ينبغي التخلص منها. وتحولت بعض هذه الشعب، في الواقع، إلى الإسلام، في محاكاة منهم لما حدث مع تسفي - إذ أجبر السلطان العثماني تسفي في عام 1666 على دخول الإسلام. أما الشُعب الأكثر تطرفًا، فانغمست في طقوس العربدة. وتظهر العربدة بشكل واضح في طقوس العبادة في الحركة الفرانكية.
وقد شككت العديد من السلطات الشبتاية، ومن بينهم هاينريخ جريتز وألكسندر كروشار، في وجود أي شيء «مميز» في المذهب الفرانكي. ويقول جيرشوم شوليم إن أحد المسؤولين الآخرين في الحركة الشبتاية، وهو كروشار، قد وصف أحاديث فرانك بأنها «شاذة، وكوميدية، وغير مفهومة». وفي مقاله الكلاسيكي "Redemption Through Sin" (الخلاص عن طريق الخطيئة)، أوضح شوليم رأيًا مخالفًا، وهو أن الفرانكية كانت نتاجًا للشبتاية ظهر في مرحلة متأخرة عنها واتسم بدرجة أكبر من الأصولية. وعلى العكس من ذلك، رأى جاي مايكلسون أن الفرانكية كانت «مذهبًا أصيلاً اتسم بالابتكارية، وإن كان مشؤومًا»، وكان اعتزالاً للصور الأولى من الشبتاية في العديد من النواحي. ففي المذهب الشبتاي التقليدي، ادعى تسفي وبعض مريديه القدرة على تحرير مظاهر القداسة التي تختفي فيما يبدو لنا شرًا. ووفقًا لمايكلسون، كان المذهب الفرانكي يؤكد على أن محاولة تحرير مظاهر القداسة مشكلة، وليست حلاً. فرأى فرانك أن الجمع بين ما هو مقدس وما هو غير مقدس فضيلة. أما نيتانيل ليدربيرغ، فرأى أن فرانك كان لديه فلسفة غنوصية يوجد فيها «الرب الحقيقي»، لكن يحجبه عن الرؤية «الرب الزائف». وهذا «الرب الحقيقي» لا يمكن أن يظهر إلا من خلال التدمير الشامل للبنى الاجتماعية والدينية التي شكلها «الرب الزائف»، الأمر الذي يؤدي إلى تحرر كامل من القيود الدينية. والتمييز بين الخير والشر لدى فرانك هو نتاج العالم الذي يحكمه «الرب الزائف». وقارن ليدربيرغ، كذلك، بين موقف فرانك وموقف فريدريك نيتشه في هذا الشأن.
من أبرز الشخصيات ذات الأصول الفرانكية في الولايات المتحدة قاضي المحكمة العليا الأمريكية، لويس براندايس.

## قائمة المصادر
- Frank، Yakov (1978). Sayings of Yakov Frank. Harris Lenowitz (trans.). Oakland, CA: Tzaddikim. ISBN:0-917246-05-5.
- Maciejko، Pawel (2011). The Mixed Multitude:Jacob Frank and the Frankist Movement. Philadelphia, PA: University of Pennsylvania Press. ISBN:978-0-8122-4315-4.
- Maciejko، Pawel (2003). The Frankist Movement in Poland, the Czech Lands, and Germany (1755–1816). University of Oxford.
- Maciejko، Pawel (2005). "Frankism" (PDF). The YIVO Encyclopedia of Jews in Eastern Europe. Yale University Press. مؤرشف من الأصل (PDF) في 2013-11-02. اطلع عليه بتاريخ 2009-05-13.
- Maciejko, Pawel (2005). “'Baruch Yavan and the Frankist movement : intercession in an age of upheaval”, Jahrbuch des Simon-Dubnow-Instituts 4 (2005) pp. 333–354.
- Maciejko, Pawel (2006). “'Christian elements in early Frankist doctrine”, Gal-Ed 20 (2006) pp. 13–41.
- Mandel، Arthur (1979). The Militant Messiah: The Story of Jacob Frank and the Frankists. Atlantic Highlands, NJ: Humanities Press. ISBN:0-391-00973-7.
- Mieses، Mateusz (1938). Polacy–Chrześcijanie pochodzenia żydowskiego. وارسو: Wydawn.
- "'Shabtai Zvi' and 'Jacob Frank and the Frankists'". Encyclopaedia Judaica (ط. CD-ROM). مؤرشف من الأصل في 2019-11-27. اطلع عليه بتاريخ 2009-05-13.
- Emeliantseva, Ekaterina, “Zwischen jüdischer Tradition und frankistischer Mystik. Zur Geschichte der Prager Frankistenfamilie Wehle: 1760-1800,” Jewish History Quarterly/Kwartalnik Historii Żydَw 4 (2001), pp. 549–565.
- Emeliantseva Koller, Ekaterina, “Der fremde Nachbar: Warschauer Frankisten in der Pamphletliteratur des Vierjährigen Sejms: 1788-1792,” in: A. Binnenkade, E. Emeliantseva, S. Pacholkiv (eds.), Vertraut und fremd zugleich. Jüdisch-christliche Nachbarschaften in Warschau – Lengnau – Lemberg (= Jüdische Moderne 8), Köln-Weimar: Böhlau 2009, pp. 21–94.
- Emeliantseva Koller, Ekaterina, “Situative Religiosität - situative Identität: Neue Zugänge zur Geschichte des Frankismus in Prag (1750-1860),” in: P. Ernst, G. Lamprecht (eds.), Konzeptionen des Jüdischen – Kollektive Entwürfe im Wandel (= Schriften des Centrums für Jüdische Studien 11), Innsbruck 2009, pp. 38–62.

## وصلات خارجية
- The Collection of the Words of the Lord, by Jacob Frank. Edited, translated, annotated and with an introduction by Harris Lenowitz].